# 舅舅安迪
《舅舅安迪》（英語：Uncle，又译《废柴舅舅》）是一部英国电视情景喜剧，由Oliver Refson和Lilah Vandenburgh导演。最初在2014年至2017年播出。由尼克·赫尔姆、Daisy Haggard、Elliot Speller-Gillott与Sydney Rae White共同参演，剧中歌曲由赫尔姆原创。
节目被英国广播公司第三台正式播出前，试播集在2012年12月于第四台播出。第一集由试播集改编而来，首播于2014年1月13日。之后节目被续订至第二季，在第三台于2015年2月10日播出。在2015年12月，赫尔姆在社交媒体上宣布节目会迎来最终的第三季。第三季最终于2017年1月1日在第三台在BBC iPlayer上播出，并在之后的6日在第一台播出。

## 剧情
本剧讲述了独立音乐人安迪由于各种原因与离异姐姐的儿子艾罗尔共同经历的一些故事包括追回安迪的前女友，姐姐罹患癌症等等。刚开始他并不喜欢这个青少年，在之后的经历中他们也更加了解对方并组成了一个乐队。剧集的最后，安迪如愿以偿成为了一个受欢迎的音乐人去欧洲各地巡演，艾罗尔也步入高年级花更多时间在学校和同学身上，虽然他们共同相处的时间越来越少，但他们仍是很好的朋友。